# Lijmspuiters
De lijmspuiters (Scytodidae) zijn een familie van spinnen. Ze danken hun naam aan de lijmachtige vloeistof die gericht wordt gespoten om hun prooi te vangen in plaats van met een web. In andere talen worden deze spinnen wel lijmspugers genoemd.

## Kenmerken
Deze 6-ogige spinnen zijn roomwit tot geelbruin met een zwarte tekening. De lichaamslengte varieert van 3 tot 6mm.

## Jachtmethode
Deze spinnen spuiten van korte afstand met snelle, zijdelingse bewegingen van hun cheliferen een dubbele, zigzaggende straal lijm over hun prooi, zodat deze zich niet meer kan bewegen.

## Verspreiding en leefgebied
Deze familie komt wereldwijd voor onder stenen en in gebouwen, uitgezonderd in Australië en Nieuw-Zeeland.

## Soorten
Er komen twee soorten in Nederland voor:
- Getijgerde lijmspuiter (Scytodes thoracica)
- Scytodes venusta

## Geslachten
- Dictis L. Koch, 1872
- Scyloxes Dunin, 1992
- Scytodes Latreille, 1804
- Soeuria Saaristo, 1997
- Stedocys Ono, 1995